# 84224 Kyte
84224 Kyte è un asteroide della fascia principale. Scoperto nel 2002, presenta un'orbita caratterizzata da un semiasse maggiore pari a 2,2668700 UA e da un'eccentricità di 0,0872524, inclinata di 5,96519° rispetto all'eclittica.
L'asteroide è dedicato al geologo statunitense Frank Kyte.